# Waitangi River (Far North District)
Der Waitangi River ist ein Fluss im Far North District der Region Northland auf der Nordinsel von Neuseeland.

## Geographie
Der Waitangi River entspringt rund 720 m östlich des Lake Ōmāpere und rund 1 km westlich des Vulkankegels des 373 m hohen Te Ahuahu. Nach einer anfänglichen rund 6 km nördlichen Ausrichtung schwenkt der Fluss in einem Rechtsbogen in östliche Richtung und behält diese bis zu seiner Mündung in die Te Ti Bay zwischen Waitangi im Norden und Paihia im Süden bei. Die Bucht hat Zugang zur Bay of Islands und damit zum Pazifischen Ozean.
Der Fluss besitzt eine Gesamtlänge von 37 km und entwässert eine Fläche von 302 km² zwischen Kaikohe und Moerewa im Süden, dem Lake Ōmāpere im Westen und nördlich einer Linie westlich von Waitangi.
Rund 800 m nach der Quelle kreuzt der New Zealand State Highway 1 in Ost-West-Richtung den noch jungen Fluss und auf seinem Weg nach Osten tut dies in der Nähe der kleinen Siedlung Puketona der New Zealand State Highway 10 in Nord-Süd-Richtung. Von dort aus begleitet der New Zealand State Highway 11 den Fluss rechtsseitig bis zu seinem Mündungsgebiet.
Rund 3,5 km vor dem Mündungsgebiet des Flusses und direkt nördlich der kleinen Siedlung Haruru befinden sich die Haruru Falls, die den Waitangi River rund 5 m unter dem Meeresspiegel in die Tiefe stürzen lassen.
Einziger Nebenfluss des Waitangi River ist der Waiaruhe River, der in der Nähe von Puketona rechtsseitig seine Wässer zuträgt.

## Schiffsverkehr
Im unteren Teil des Flusses von der Mündung bis zu den Haruru Falls verkehrt ein kleines Dampfschiff als Touristenattraktion.